# Knut Agathon Wallenberg

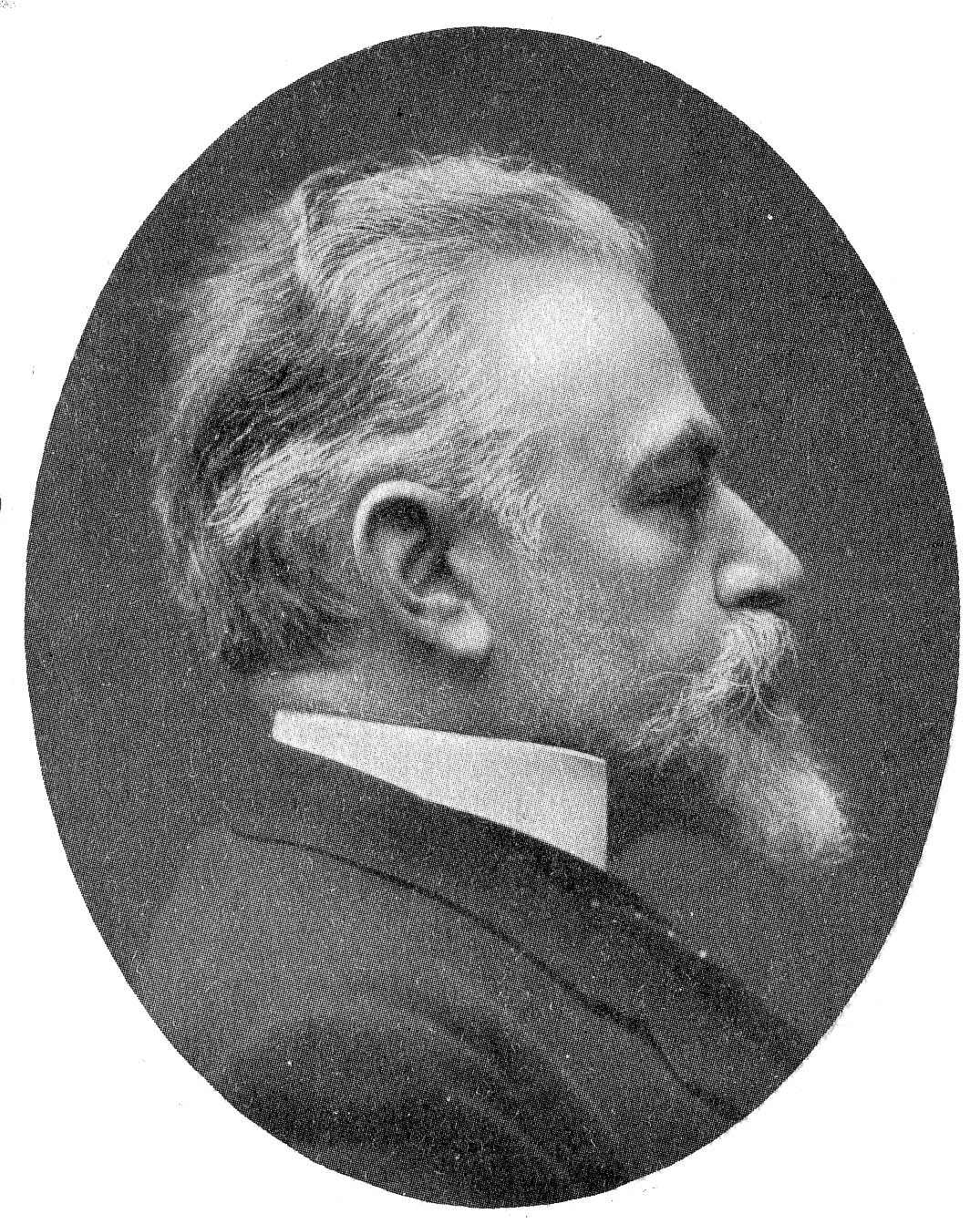
Knut Agathon Wallenberg

Knut Agathon Wallenberg (* 19. Mai 1853 in Stockholm; † 1. Juni 1938 ebenda) war ein schwedischer Bankier und Politiker. Als Sohn des Bankiers und Politikers André Oscar Wallenberg und dessen Frau Catharina Wilhelmina Andersson gehörte Knut zur berühmten Familie Wallenberg.

## Leben
1878 heiratete Wallenberg Alice Nickelsen. Seit 1886 war er Vorsitzender der Stockholms Enskilda Bank (heute: SEB), die er zur wichtigsten Bank Schwedens machte. Er gehörte auch zu den Gründern der Wirtschaftshochschule und Handelskammer Stockholms. Von 1907 bis 1919 war er Mitglied der ersten Kammer des schwedischen Parlaments. Von 1914 bis 1917 war er schwedischer Außenminister und vertrat in dieser Eigenschaft im Ersten Weltkrieg eine strikte Neutralitätspolitik seines Landes.
Er gründete die Ortschaft Saltsjöbaden und deren S-Bahn-Anbindung an Stockholm; er ist in der dortigen Kirche begraben.
Er war auch Ritter des Königlichen Seraphinenordens.

## Wissenschafts-Stiftung
Gemeinsam mit seiner Frau legte Knut Agathon Wallenberg 1917 mit 20 Mio. Kronen den Grundstock für die Knut-und-Alice-Wallenberg-Stiftung (schwedisch Knut och Alice Wallenbergs Stiftelse). 2008 betrug das Stiftungsvermögen mehr als 5 Mrd. US$. Sie ist die größte private Forschungsförderung Schwedens.